# Holštejn
Holštejn település Csehországban, a Blanskói járásban. Holštejn Rozstání, Šošůvka, Vysočany, Ostrov u Macochy és Lipovec településekkel határos. Lakosainak száma 160 fő (2024. január 1.).

## Népesség
A település lakosságának változását az alábbi diagram mutatja:
| Lakosok száma | 239  | 253  | 240  | 220  | 209  | 147  | 163  | 163  | 154  | 160  |
|               | 1869 | 1890 | 1921 | 1950 | 1980 | 2001 | 2017 | 2019 | 2022 | 2024 |